# Цамбана
Цамбана (італ. Zambana) — муніципалітет в Італії, у регіоні Трентіно-Альто-Адідже,  провінція Тренто.
Цамбана розташована на відстані близько 490 км на північ від Рима, 10 км на північ від Тренто.
Населення — 1732 особи (2014).
Щорічний фестиваль відбувається 3 травня. Покровитель — Филип.

## Демографія
Населення за роками:

Станом на 31 грудня 2014 року в муніципалітеті офіційно проживало 199 іноземців з 24 країн, серед них 49 громадян країн Євросоюзу та 9 громадян України.

## Сусідні муніципалітети
- Андало
- Фай-делла-Паганелла
- Лавіс
- Меццоломбардо
- Наве-Сан-Рокко
- Валлелагі